# Oxytate phaenopomatiformis
Oxytate phaenopomatiformis là một loài nhện trong họ Thomisidae.
Loài này thuộc chi Oxytate. Oxytate phaenopomatiformis được Embrik Strand miêu tả năm 1907.